# Baltrum
| Stadtfläche Salzwiesen |  | Dünen Strand |

Lage von Baltrum innerhalb der Ostfriesischen Inseln

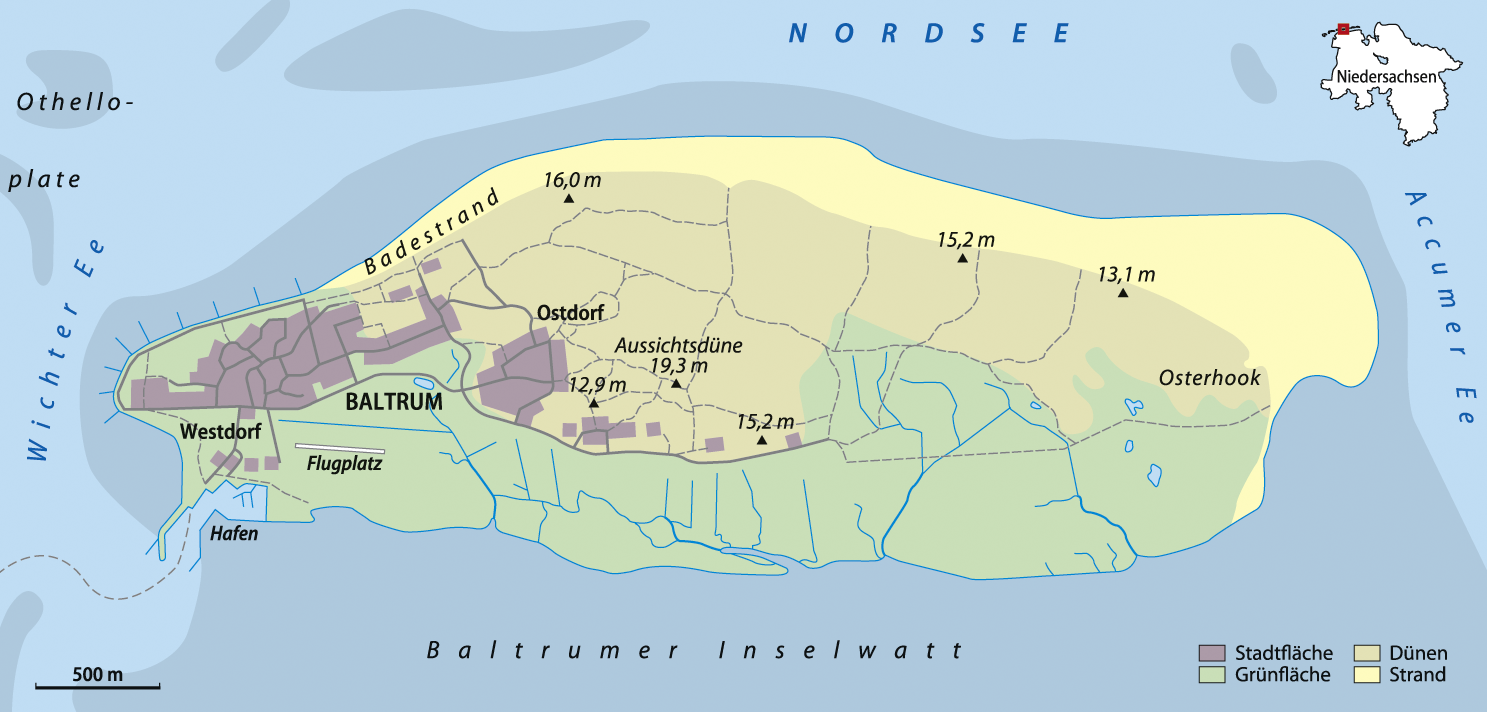
Übersichtskarte der Insel Baltrum
----

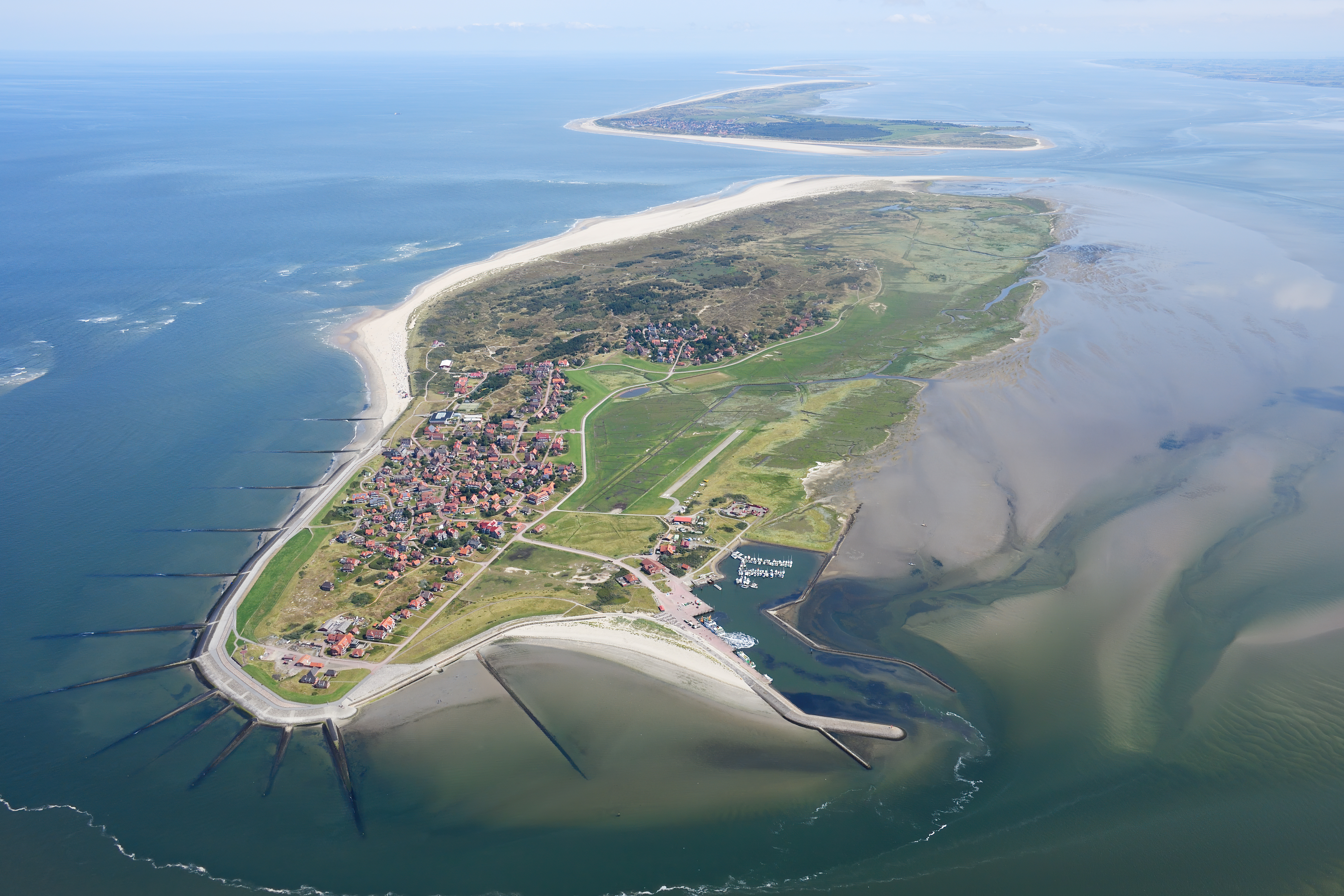
Baltrum von Westen aus der Luft gesehen; im Hintergrund Langeoog

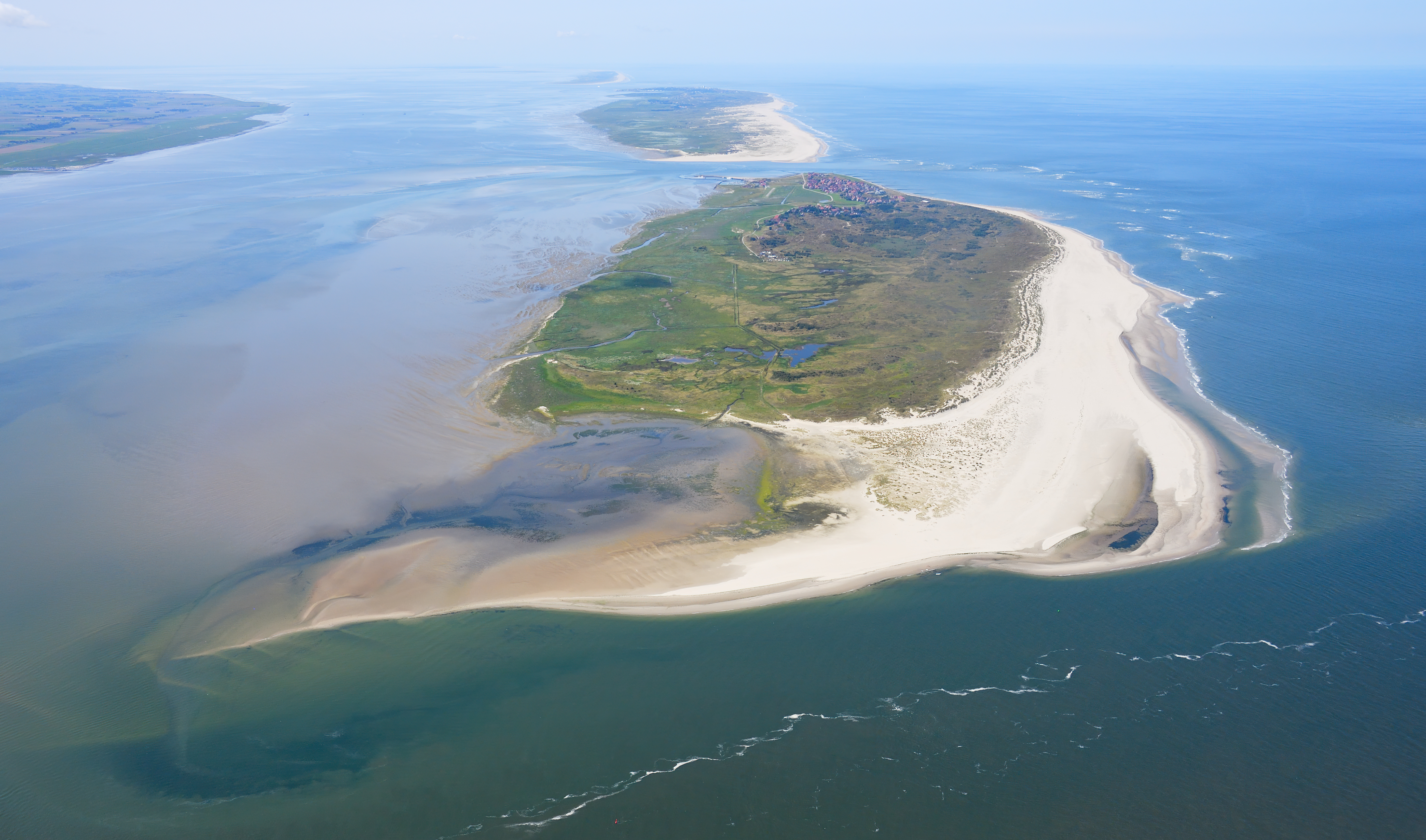
Baltrum von Osten aus der Luft gesehen; im Hintergrund Norderney

Baltrum (früher Balteringe) ist eine deutsche Düneninsel in der südlichen Nordsee vor der Küste Ostfrieslands in Niedersachsen. Sie liegt in der Mitte der Kette der sieben bewohnten Ostfriesischen Inseln. Baltrum ist nach Einwohnern die kleinste Einheitsgemeinde Niedersachsens und nach Fläche die kleinste Einheitsgemeinde Ostfrieslands.

## Geographie

### Geografische Lage
Baltrum gehört zur Inselkette der Ostfriesischen Inseln und ist der Ostfriesischen Halbinsel vorgelagert. Die Insel hat eine Länge von fünf Kilometern und eine Breite von bis zu 1,4 Kilometern. Die Fläche beträgt derzeit rund 6,5 Quadratkilometer. Sie ist damit die flächenmäßig kleinste der sieben dauerhaft bewohnten Ostfriesischen Inseln. Die geringste Entfernung zum Festland beträgt rund 4,5 Kilometer. Zwischen den Inseln und dem Festland befinden sich die Wattflächen. Teile der Insel und das Wattenmeer gehören zum Nationalpark Niedersächsisches Wattenmeer.
Im Westen wird Baltrum durch das Seegatt Wichter Ee von Norderney und im Osten durch das Seegatt Accumer Ee von Langeoog getrennt. Die höchste Erhebung der Insel ist eine in der Inselmitte befindliche Aussichtsdüne mit 19,3 m ü. NHN.
Der besiedelte Teil im Nordwesten der Insel besteht aus drei Teilen, dem „Westdorf“, dem „Ostdorf“ und dem „alten Ostdorf“. Baltrum verfügt über einen Fährhafen, ein Flugfeld und verschiedene Fremdenverkehrseinrichtungen. Mit knapp 600 Einwohnern ist Baltrum die zweitkleinste ostfriesische Gemeinde nach Hagermarsch und mit einigem Abstand die kleinste Einheitsgemeinde. Nach Fläche ist Baltrum die neuntkleinste Gemeinde der Region und ebenfalls die kleinste unter den Einheitsgemeinden.

### Flächennutzung
Die Flächenaufteilung der Insel Baltrum ist in der folgenden Tabelle angegeben:
| Flächennutzung (Stand 2005)      | Fläche in ha | Anteil in % |
| -------------------------------- | ------------ | ----------- |
| Bauflächen                       | 030          | 04,6        |
| Flächen für den Gemeinbedarf     | 003          | 00,5        |
| Verkehrsflächen                  | 008          | 01,2        |
| Grünflächen                      | 020          | 03,1        |
| sonstige Flächen                 | 589          | 90,6        |
| Gesamtfläche ohne Küstengewässer | 650          | 100,00      |

Flächen für die Ver- und Entsorgung, Flächen für die Land- und Forstwirtschaft, Wasserflächen sowie die Flächen für Aufschüttungen und Abgrabungen werden seit 2001 nicht mehr separat ausgewiesen, sondern befinden sich mit in den „Sonstigen Flächen“. In der letzten Statistik von 1997 waren folgende Werte angegeben: Flächen für die Ver- und Entsorgung (ein Hektar), Wasserflächen (fünf Hektar) sowie die Flächen für Aufschüttungen und Abgrabungen (ein Hektar). Flächen für die Land- und Forstwirtschaft sind auf Baltrum nicht vorhanden.

### Klima
Das Klima der Insel Baltrum unterliegt dem direkten Einfluss der Nordsee und liegt damit im Bereich eines gemäßigten, sommerkühlen und vom Golfstrom beeinflussten Seeklimas. Aufgrund der ausgleichenden Wirkung der Nordsee herrschen insgesamt geringere tages- und jahreszeitliche Temperaturschwankungen sowie eine hohe Luftfeuchtigkeit. Im Durchschnitt sind die Temperaturen auf der Insel im Sommer kühler und im Winter milder als die auf dem Festland gemessenen Werte. Der Frühling setzt rund zwei Wochen später ein. Von Januar bis Juli werden auf der Insel geringere, von August bis Dezember vermehrte Niederschlagsmengen als auf dem Festland gemessen. Im Mittel ist die Niederschlagsmenge niedriger und die Sonnenscheindauer höher als auf dem Festland.
|                        | Jan  | Feb  | Mär  | Apr  | Mai  | Jun  | Jul  | Aug  | Sep  | Okt  | Nov  | Dez  |   |       |
| Mittl. Temperatur (°C) | 3,8  | 3,7  | 5,8  | 8,9  | 13,2 | 16,3 | 18,3 | 18,6 | 16,1 | 11,9 | 7,5  | 6,2  | ⌀ | 10,9  |
| Mittl. Tagesmax. (°C)  | 5,1  | 5,4  | 7,8  | 11,5 | 16,0 | 18,7 | 20,8 | 21,3 | 18,5 | 13,8 | 9,0  | 7,3  | ⌀ | 13    |
| Mittl. Tagesmin. (°C)  | 2,4  | 2,0  | 3,7  | 6,5  | 10,4 | 14,0 | 15,8 | 16,0 | 13,8 | 10,1 | 6,0  | 5,0  | ⌀ | 8,8   |
|                        |      |      |      |      |      |      |      |      |      |      |      |      |   |       |
| Niederschlag (mm)      | 54,9 | 28,1 | 44,0 | 29,7 | 28,5 | 45,6 | 62,3 | 83,4 | 74,5 | 49,3 | 65,5 | 49,0 | Σ | 614,8 |
|                        |      |      |      |      |      |      |      |      |      |      |      |      |   |       |
| Sonnenstunden (h/d)    | 1,4  | 3,5  | 4,4  | 7,0  | 7,9  | 7,1  | 7,7  | 7,0  | 5,6  | 3,0  | 2,1  | 1,3  | ⌀ | 4,8   |
|                        |      |      |      |      |      |      |      |      |      |      |      |      |   |       |
| Regentage (d)          | 22   | 13   | 16   | 15   | 12   | 14   | 15   | 16   | 16   | 20   | 20   | 21   | Σ | 200   |
|                        |      |      |      |      |      |      |      |      |      |      |      |      |   |       |
| Wassertemperatur (°C)  | 6    | 7    | 11   | 14   | 17   | 19   | 20   | 19   | 15   | 13   | 11   | 8    | ⌀ | 13,4  |
|                        |      |      |      |      |      |      |      |      |      |      |      |      |   |       |
| Luftfeuchtigkeit (%)   | 88   | 86   | 85   | 82   | 80   | 80   | 80   | 79   | 80   | 84   | 86   | 88   | ⌀ | 83,2  |

| 2,4 |

| 2,0 |

| 3,7 |

| 6,5 |

| 10,4 |

| 14,0 |

| 15,8 |

| 16,0 |

| 13,8 |

| 10,1 |

| 6,0 |

| 5,0 |

| 2,4 |

| 2,0 |

| 3,7 |

| 6,5 |

| 10,4 |

| 14,0 |

| 15,8 |

| 16,0 |

| 13,8 |

| 10,1 |

| 6,0 |

| 5,0 |

Nach der Klimaklassifikation von Wladimir Peter Köppen befindet sich Baltrum in der Einteilung Cfb.
- Klimazone C: Warm-Gemäßigtes Klima
- Klimatyp Cf: Feucht-Gemäßigtes Klima
- Klimauntertyp b: warme Sommer

Die nächstgelegene Wetterstation befindet sich auf der Nachbarinsel Norderney und wird vom Deutschen Wetterdienst betrieben. Die Station Norderney mit der Stations-Kennziffer 10113 liefert seit 1947 frei verfügbare Daten zur Wetter- und Klimabeobachtung.

### Ostwanderung der Insel

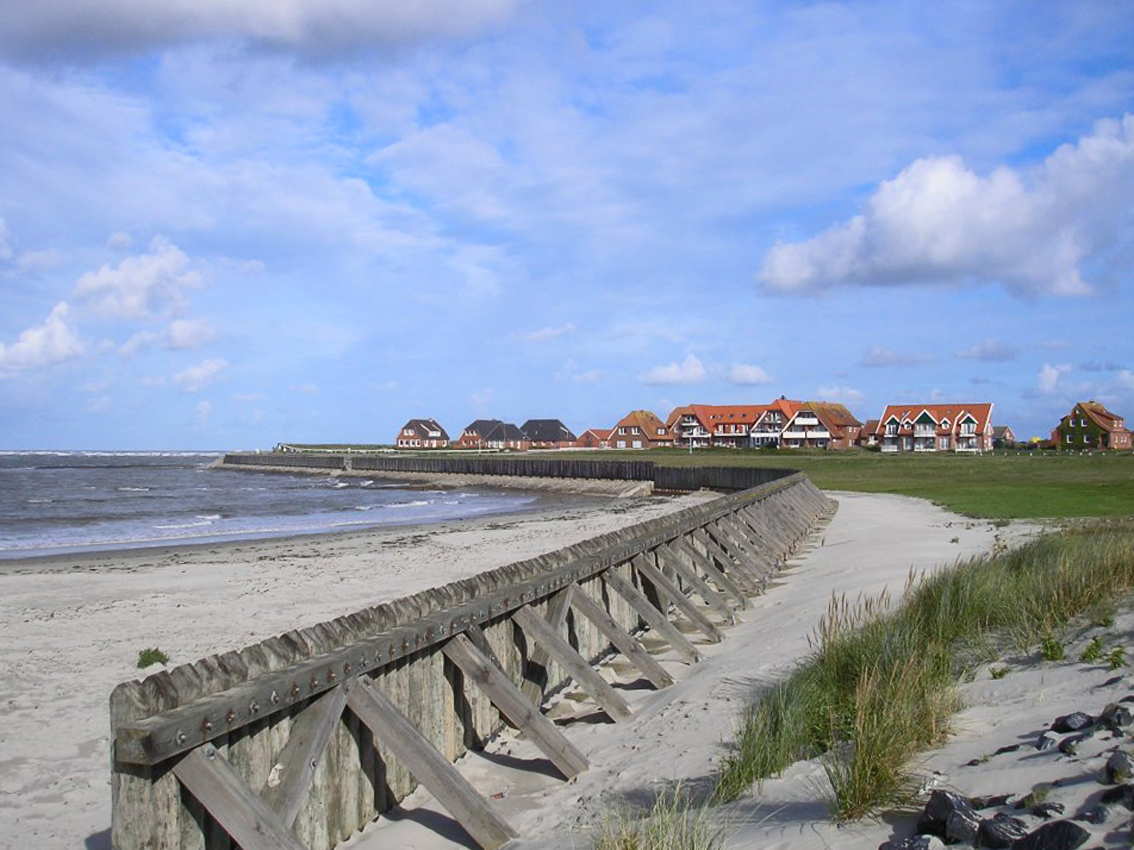
Historisches Pfahlschutzwerk

Die Gezeiten, die Strömungen, die Wellen und der Wind bewirkten im Laufe der Zeit große Veränderungen an der Insel Baltrum. Wie auf allen ostfriesischen Inseln wandert der Sand der Strände mit der vorherrschenden Windrichtung von West nach Ost. So lag das Westende von Baltrum um 1650 noch rund 4½ Kilometer westlicher und damit an einer Stelle, an der sich heute der Ostteil der Nachbarinsel Norderney befindet. Das Ostende der Insel verschob sich in dieser Zeit aufgrund des im Osten liegenden Seegatts Accumer Ee nur um rund 1,4 Kilometer. Effektiv verlor die Insel also mehrere Kilometer Länge. Bereits mehrmals mussten Kirchbauten aufgrund der starken Landverluste versetzt werden. Seit 1872/1873 versucht der Mensch die Landverluste mit gezielten Küstensicherungsmaßnahmen aufzuhalten. Zu diesem Zweck sind auf der Insel 14 Buhnen (Buhne A bis M) gebaut worden. Der Westkopf der Insel zwischen Buhne B und D wird zusätzlich durch eine im Verhältnis 1:4 geneigte Schrägdeckwerkskonstruktion aus schweren Wasserbausteinen geschützt, die im oberen Teil auch als Promenade mit zwei Wandelbahnen genutzt wird. Im Bereich der Buhne B und E bis N schließt sich ein weiteres Schrägdeckwerk mit Berme an. Trotzdem verursachen die Sturmfluten in den Wintermonaten immer wieder erhebliche Schäden.

## Geschichte
Durch die antiken Schriftsteller Strabon und Plinius gab es bereits im 1. Jahrhundert nach Christus Hinweise auf die Existenz der Insel.

### Häuptlingszeit: erste urkundliche Erwähnung
Während der Häuptlingszeit von 1350 bis 1464 gehörten die Ostfriesischen Inseln zum Herrschaftsgebiet der Familie tom Brok. Baltrum wurde erstmals 1398 urkundlich erwähnt, als Widzel tom Brok Balteringe (wie auch die anderen ostfriesischen Inseln) dem Herzog Albrecht von Bayern übereignete und sie anschließend von diesem als Lehen zurückerhielt.

### Unter den Cirksena
Am 1. Oktober 1464 erhob Kaiser Friedrich III. Ulrich Cirksena in den Reichsgrafenstand. Nach der Verleihung der Grafenwürde an die Cirksena gingen diese daran, ihr Herrschaftsgebiet in einzelne Verwaltungseinheiten aufzuteilen, es entstand eine Ämterstruktur. Dazu nutzten die Grafen die vorhandenen Burgen Ostfrieslands als zentrale Anlaufstellen, so auch die Burg Berum nahe Hage. Die Insel Baltrum gehörte fortan zum Amt Berum, das die Angelegenheiten der Insel für den Landesherrn in Aurich überwachte und zu diesem Zweck einen Inselvogt bestellte. Dabei handelte es sich oft zugleich um den Inselpastor.
Im 17. Jahrhundert hatte Baltrum die typische langgestreckte Form einer Barriere-Insel wie Norderney oder Juist heute. Im Laufe der folgenden Jahre verlor sie massiv Land am Westende, ohne dass im Gegenzug vergleichbar Land am Ostende dazugewonnen wurde. Zwischen 1650 und 1960 ist die Insel am Westende etwa fünf Kilometer nach Osten gewandert, das Ostende wurde dagegen nur um etwa 1½ Kilometer nach Osten verlagert. Von der Bereisung durch eine Kommission 1650 wird berichtet, dass die 14 damaligen Bewohner der Düneninsel durch das Meer gefährdet waren.
Die Bewohner Baltrums lebten um 1700 vor allem vom Fischfang und von anderen Tieren im Meer und auf der Insel. Dementsprechend zahlten sie auch Abgaben in erster Linie in Naturalien. Das ostfriesische Grafenhaus erhielt 1700 pro Kopf der Bevölkerung 26 getrocknete Schollen. 200 von ihnen erhielt der Pastor in Hage, den Rest der Amtmann in Berum. Darüber hinaus hatten die Insulaner die auf den Ostfriesischen Inseln zahlreichen Kaninchen abzuliefern sowie Eier von Vögeln wie Kiebitz, Möwe oder Seeschwalbe.
1737 gab es ein Inseldorf mit Inselkirche, das um 1800 wegen Übersandung durch Wanderdünen aufgegeben wurde. Als neues Dorf entstand etwa 800 Meter westlich der heutigen Insel (im Bereich der heutigen Othelloplatte, einer Sandbank zwischen Baltrum und Norderney) das Westdorf. Außerdem bestand im Osten das Ostdorf. Nach einer Sturmflut im Jahr 1825, die die Insel in mehrere Teile zerriss und fast unbewohnbar machte, wurde das Westdorf aufgegeben.

### Preußische Zeit
In der zweiten Hälfte des 18. Jahrhunderts wurden auf bzw. bei Baltrum Austern gezüchtet und gefangen. Teils fingen die Inselbewohner die Austern in Eigenregie, teils waren die Austernbänke an inselfremde Personen verpachtet, wobei der preußischen Landesherrschaft sehr daran gelegen war, dass die Fänge „mit der genauesten Attention“ nachzuzählen seien. Auch diese Aufgabe fiel dem Inselvogt zu. Der Fischfang ging in jenen Tagen nicht nur auf Schollen, sondern auch auf Aal, Schellfisch oder Kabeljau, wobei ersterer besonders mit Reusen in Inselnähe gefangen wurde.
Ein Exportgut besonderer Art war Schill, der aus aufgelesenen leeren Schalen der Herzmuscheln im Watt gewonnen wurde. Durch Seegang und Strömungsverhältnisse lagern sich die Muschelschalen von gestorbenen Tieren in Prielen oder den Ausbuchtungen der Seegaten ab. Sie wurden entweder bei Niedrigwasser vom Strand oder per Boot eingesammelt. Den Schill verkauften sie anschließend an Kalkbrennereien auf dem Festland, die daraus Kalkmörtel als Baumaterial herstellten. Nach einem Bericht des Amtes Berum waren sommers sämtliche Schiffe zum Schillfang unterwegs, der von Anfang April bis Anfang November dauert. Durch den Verkauf hätten sich die Lebensverhältnisse der Insulaner deutlich verbessert. Außer den Muschelschalen toter Tiere fingen die Insulaner jedoch auch lebende Herzmuscheln zum Verzehr.

### 19. Jahrhundert

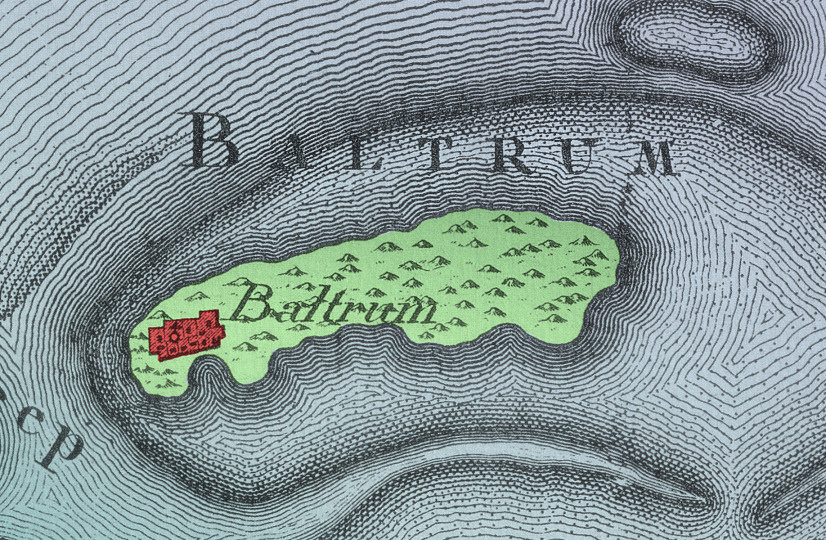
Karte mit Inseldorf von Karl Ludwig von Le Coq (1805)

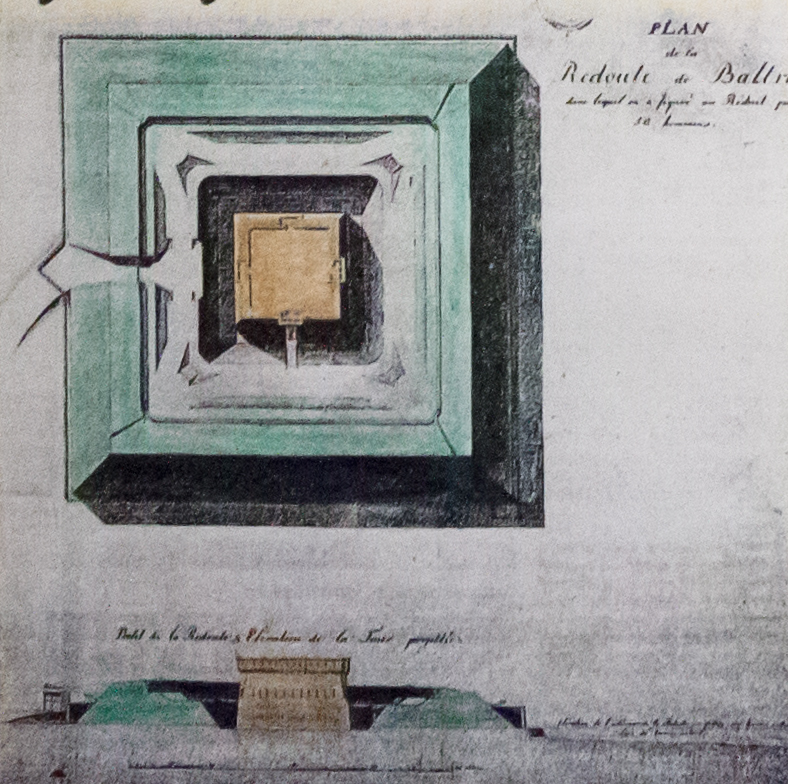
Franzosenschanze Baltrum

Während der Franzosenzeit wurde auf Baltrum ab dem Jahr 1810 zur Durchsetzung der Kontinentalsperre eine französische Küstenbatterie errichtet. Ab etwa 1870 wurden Inselschutzwerke durch Buhnen, Holzpalisaden und halbmassive, später massive Deckwerke geschaffen. Auf der Insel schützen Deiche das bebaute Gebiet gegen Überflutungen.
Im Jahr 1876 folgte Baltrum dem Beispiel der anderen ostfriesischen Inseln und wurde „Seebad“. Aus bescheidenen Anfängen entwickelte sich der Tourismus nur sehr langsam. 1892 wurde mit dem „Hotel Küper“ das erste Hotel der Insel eröffnet, 1895 folgte mit dem „Hotel zur Post“ das zweite. 1900 wurden 450 Gäste, 1912 540 Gäste gezählt. Ab 1912 stellten erstmals Motorsegelschiffe den Verkehr zwischen dem Festland und Baltrum sicher, eine regelmäßige Linie gab es aber nicht.

### 20. Jahrhundert

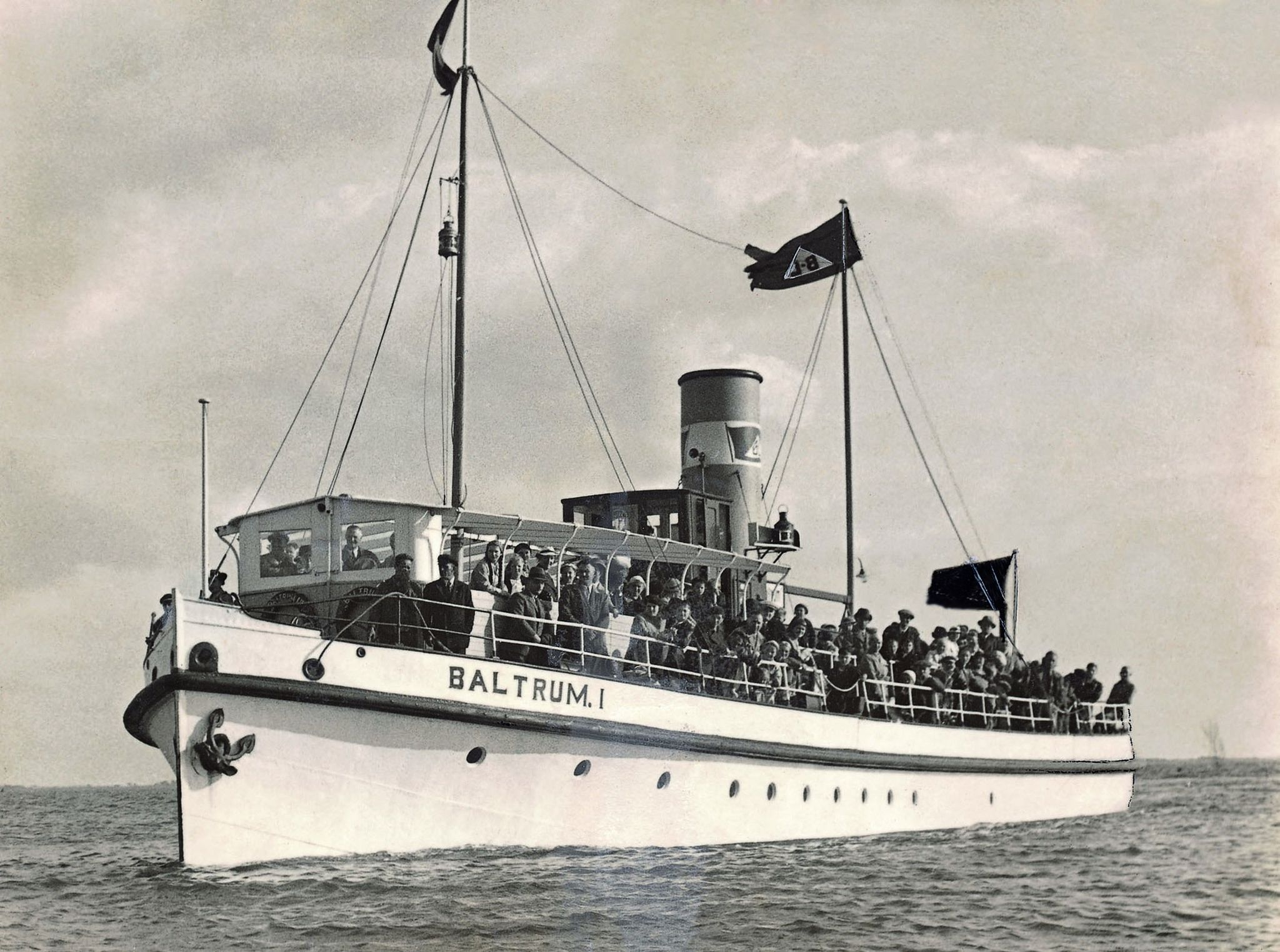
Fähre Baltrum I, Baujahr 1915 der Reederei Baltrum Linie (1936)

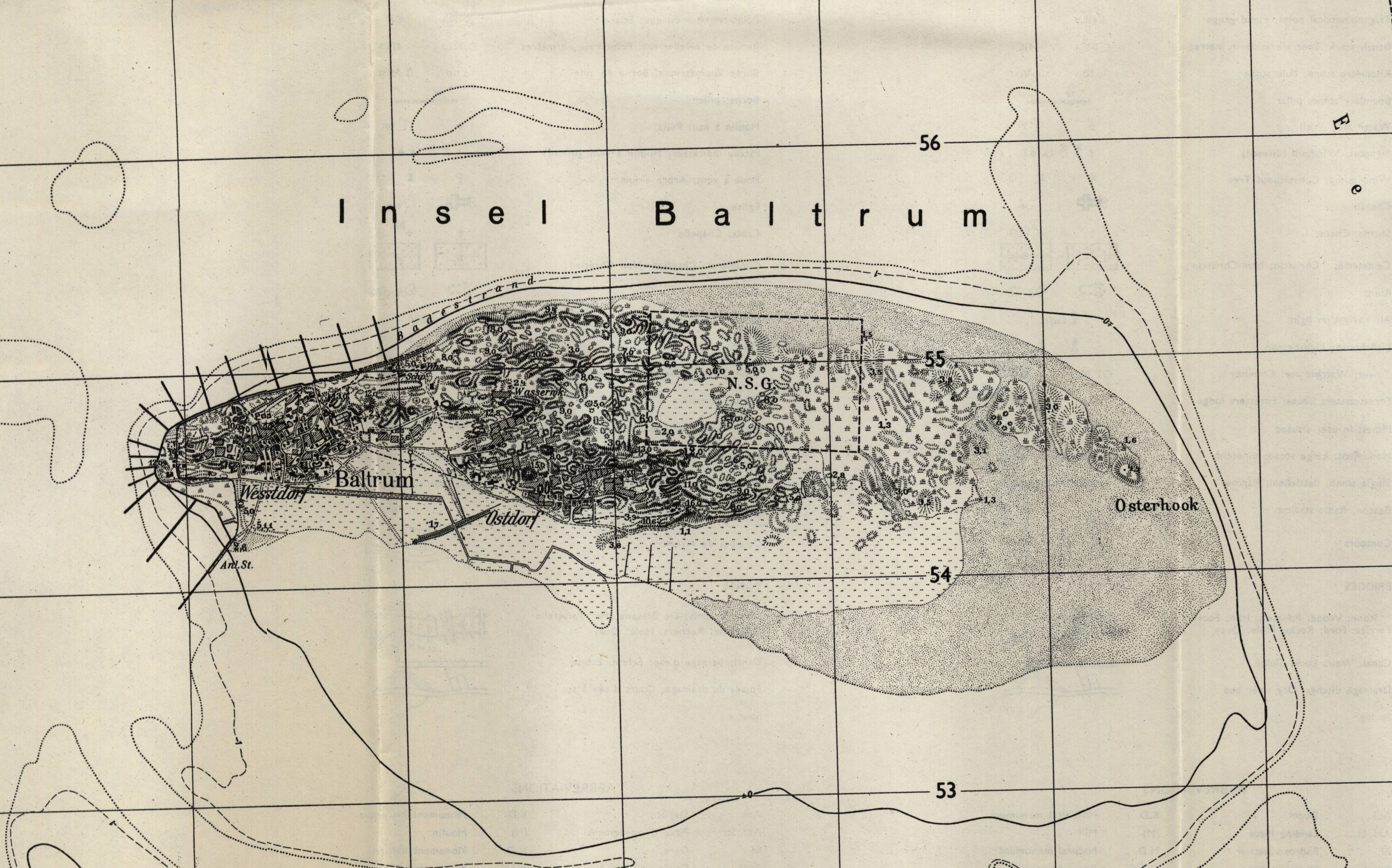
Topographische Karte von Baltrum, 1955

Im Herbst 1923 kam der Maler Paul Klee mit seiner Ehefrau Lily und Sohn Felix zur Sommerfrische auf die Insel. Während seines dreiwöchigen Aufenthalts auf der Insel entstanden insgesamt 16 Aquarelle und drei Zeichnungen. Heute gelten die als Nordseebilder bezeichneten Werke als eine eigene Stilepoche in Klees Werk.
1927 wurde der seit 1902 auf Baltrum als Lehrer tätige Wilhelm Vogel (1882–1966) wegen einer Kriegsverletzung aus dem Ersten Weltkrieg in den Ruhestand versetzt. Anschließend übernahm der mit einer Baltrumerin verheiratete Vogel den Posten des Badedirektors und leitete die Badeverwaltung hauptverantwortlich. Er schuf in den 1920er Jahren den noch heute verwendeten Werbeslogan der Insel „Baltrum – Das Dornröschen der Nordsee“ und gründete die erstmals im Sommer 1927 erscheinende Gästezeitschrift „Die Inselglocke“, die bis 2022 erschien. Vogel wirkte maßgeblich an vielen Infrastrukturprojekten der Insel mit. Von 1930 bis 1936 war Wilhelm Vogel – zwischenzeitlich  NSDAP-Parteimitglied geworden – zudem als Bürgermeister der Gemeinde tätig. Die Gemeinde Baltrum würdigte seine Verdienste um Baltrum in einem Nachruf mit den Worten:

„Er wirkte entscheidend an dem Aufbau unseres Heilbades mit und hat mit Tatkraft, Weitblick und hohem Verantwortungsbewusstsein die Geschicke Baltrums geleitet.“

Im Jahre 1927 wurde das Fährschiff „Baltrum I“ in Dienst gestellt. Es fuhr zwischen Mitte Mai und Mitte September die Strecke Baltrum – Norddeich und brauchte für die Strecke rund zwei Stunden. Ein Jahr später, am 2. April 1928, erfolgte die Gründung der „Baltrum-Linie Albers, Meyer & Küper“, die ab da die Insel im Sommerhalbjahr regelmäßig bediente. Bedingt durch den regelmäßigen Fährverkehr stieg die Gästezahl jetzt langsam an. Kamen vor Gründung der Linie 1922 1095 Gäste, so waren es 1928 bereits 3480 Gäste. Diese Zahl stieg bis 1936 auf rund 5000 Gäste an. Mit Beginn des Zweiten Weltkriegs im September 1939 kam der Fremdenverkehr zum Erliegen.
Im Zweiten Weltkrieg war geplant, dass Baltrum Teil des sogenannten Friesenwalls werden sollte. Hierzu wurden auf Baltrum mehrere leichte Flakstellungen, Bunker und am Strand Tobrukstände (Ringstand) errichtet. Stationiert wurde auf Baltrum ein Halbzug der 3. Kompanie, Marineflakabteilung 226.
Nach dem Krieg begann der Wiederaufbau. Bereits 1948 hatte man mit 4507 Gästen fast wieder das Vorkriegsniveau erreicht. 1949 erhielt Baltrum die staatliche Anerkennung als Heilbad. In den Wirtschaftswunderjahren nahm die Anzahl der Gäste stark zu (1953 9000 Gäste und 1955 10.200 Gäste). Seit 1966 ist Baltrum staatlich anerkanntes Nordseeheilbad.

### Historische Kulturlandschaft
Baltrum Ostdorf ist eine 0,5 km² große historische Kulturlandschaft von landesweiter Bedeutung innerhalb des Kulturlandschaftraums Nordseeinseln und Wattenmeer. Dazu zählt das Ostdorf mit Gartenland und einem Teil der Dünenlandschaft. Im östlichen Teil vom Ostdorf befinden sich noch denkmalgeschützte Wohnhäuser von Insulanern aus dem 19. Jahrhundert, während der westliche Teil fremdenverkehrsmäßigen Charakter aufweist.
Die Zuordnung zu den Kulturlandschaften in Niedersachsen hat der Niedersächsische Landesbetrieb für Wasserwirtschaft, Küsten- und Naturschutz (NLWKN) 2018 getroffen. Ein besonderer, rechtlich verbindlicher Schutzstatus ist mit der Klassifizierung nicht verbunden.

### Etymologie des Inselnamens
Die Herkunft des Inselnamens ist nicht eindeutig geklärt, und es existieren mehrere Theorien. Die Insel wurde erstmals im 11. Jahrhundert als „Baldatringe“, sodann 1398 in einer Lehnurkunde als „Balteringe“ erwähnt. Die neuere Forschung geht davon aus, dass es sich um den Personennamen Baldrad mit dem Kollektivsuffix -ing-, später mit dem Suffix -um „Heim“ handelt. Die ältere Forschung meinte dagegen, es ginge um ein altfriesisches Wort für „Weideland“. Es gibt auch eine These, wonach der Name vom Gott Balder abgeleitet wird. Balder war ein Sohn der germanischen Götter Odin und Frigg.

## Politik
Im Gegensatz zu Ostfriesland in seiner Gesamtheit, das seit Jahrzehnten als eine Hochburg der SPD gilt, lässt sich für Baltrum keine solch eindeutige Aussage treffen. Zumindest in den Anfangsjahrzehnten der Bundesrepublik Deutschland war Baltrum eine CDU-Hochburg und blieb es auch darüber hinaus. Bei der Bundestagswahl 1949 ergab sich eine Mehrheit für die FDP, wie auf allen ostfriesischen Inseln mit Ausnahme Borkums und wie in weiten Teilen des Landkreises Wittmund. Bei der Bundestagswahl 1953 mussten die Liberalen der CDU die Mehrheit überlassen, wobei sie auf Baltrum gar die absolute Mehrheit der Stimmen erzielte. Selbiges galt auch für die Bundestagswahl 1969, und auch bei der „Willy-Brandt-Wahl“ 1972, die der SPD in Ostfriesland ein Rekordergebnis und das Eindringen in manche vorherige CDU-Bastion erbrachte, blieb das Gemeindegebiet ein Rückhalt für die CDU, wenn auch „nur“ mit relativer Mehrheit. Bei der Bundestagswahl 2005 wählten die Baltrumer mehrheitlich die SPD. Bei jener Wahl gab es jedoch überhaupt nur drei Kommunen in Ostfriesland, in denen die CDU vor den Sozialdemokraten landete (Uplengen, Samtgemeinde Jümme und Juist).

### Gemeinderat
Der Rat der Gemeinde Baltrum besteht aus acht Ratsmitgliedern. Dies ist die festgelegte Anzahl für eine Gemeinde mit einer Einwohnerzahl zwischen 501 und 1000 Einwohnern. Die Ratsmitglieder werden durch eine Kommunalwahl für jeweils fünf Jahre gewählt. Die aktuelle Amtszeit endet am 31. Oktober 2026. Stimmberechtigt im Gemeinderat ist außerdem der hauptamtliche Bürgermeister. Dies ist seit dem 20. September 2020 der direkt gewählte Bürgermeister Harm Olchers.
Die letzte Kommunalwahl vom 12. September 2021 ergab folgendes Ergebnis:
| Partei                             | Anteilige Stimmen | Anzahl Sitze |
| ---------------------------------- | ----------------- | ------------ |
| Wählergruppe Moin Baltrum          | 30,08 %           | 3            |
| Wählergruppe Gemeinsam für Baltrum | 30,08 %           | 2            |
| CDU                                | 29,43 %           | 2            |
| Wählergruppe Baltrum 21            | 10,41 %           | 1            |

Die Wahlbeteiligung bei der Kommunalwahl 2021 lag mit 75,09 % deutlich über dem niedersächsischen Durchschnitt von 57,1 %.
Zum Vergleich – bei der vorherigen Kommunalwahl vom 11. September 2016 lag die Wahlbeteiligung bei 76 %.

### Bürgermeister
In der letzten Bürgermeisterwahl 2020 konnte sich der parteilose Harm Olchers mit 58,8 % gegen zwei weitere Bewerber durchsetzen. Damit löste Olchers den parteilosen Berthold Tuitjer ab, der am 8. Juni 2020 zurückgetreten war, um einem Abwahlverfahren zuvorzukommen. Der bisherige Vertreter des Bürgermeisters gewann am Sonntag, dem 20. September 2020, mit 58,8 % der Stimmen, das entspricht 254 Stück, vor Sandra Hillebrand mit 40,5 % (175 Stimmen) und Thorsten Hansen 0,7 % (3 Stimmen) die Bürgermeisterwahl. Die Wahlbeteiligung lag bei rund 76,8 %.

### Vertreter in Land- und Bundestag
Die Gemeinde Baltrum gehört zum Landtagswahlkreis 87 Wittmund/Inseln, der den gesamten Landkreis Wittmund sowie im Landkreis Aurich die Städte Norderney und Wiesmoor, die Gemeinde Dornum und die Inselgemeinden Juist und Baltrum umfasst. Bei der letzten Landtagswahl in Niedersachsen vom 9. Oktober 2022 wurde das Direktmandat von Karin Emken (SPD) gewonnen. Sie erhielt 38,5 % der Stimmen. Emken löst damit den vorherigen Landtagsabgeordneten Jochen Beekhuis (parteilos, zuvor SPD) ab, der seit seinem Ausschluss aus der SPD-Fraktion am 22. Oktober 2019 dem Landtag als fraktionsloser Abgeordneter angehörte.
Bei Bundestagswahlen gehört Baltrum zum Wahlkreis 24 Aurich – Emden. Dieser umfasst die Stadt Emden und den Landkreis Aurich. Bei der Bundestagswahl 2025 wurde der Sozialdemokrat Johann Saathoff direkt wiedergewählt. Über Listenplätze der Parteien zog kein Kandidat der Parteien aus dem Wahlkreis in den Bundestag ein.

### Wappen und Flagge
| Wappen von Baltrum | Blasonierung: „In Blau auf goldenem Dreiberg ein goldener Glockengalgen mit einer goldenen Glocke, beseitet von je einem sechszackigen goldenen Sporenrädlein.“ |
| Wappen von Baltrum | Wappenbegründung: Der Glockengalgen ist seit Mitte des 19. Jahrhunderts das Wahrzeichen der Insel und daher die Hauptfigur des Wappens. Die beiden goldenen Sporenräder weisen ebenso wie die Grundfarben Gold und Blau auf die Zugehörigkeit zum früheren Landkreis Norden hin: Die Sporenräder sind dem Wappen der Häuptlingsfamilie Idzinga aus Norden entnommen und finden sich nicht nur im Norder Wappen, sondern auch in vielen weiteren Wappen von Gemeinden des Norderlandes. Der Dreiberg sowie die Farben Gold und Blau sollen darüber hinaus Sand und Meer symbolisieren. |

Flagge Baltrums

Die Flagge von Baltrum besteht aus zwei waagerechten, gleich breiten Streifen – oben blau und unten gelb. In der Mitte befindet sich das Wappen der Insel.

## Kultur und Sehenswürdigkeiten

### Museen und Ausstellungen

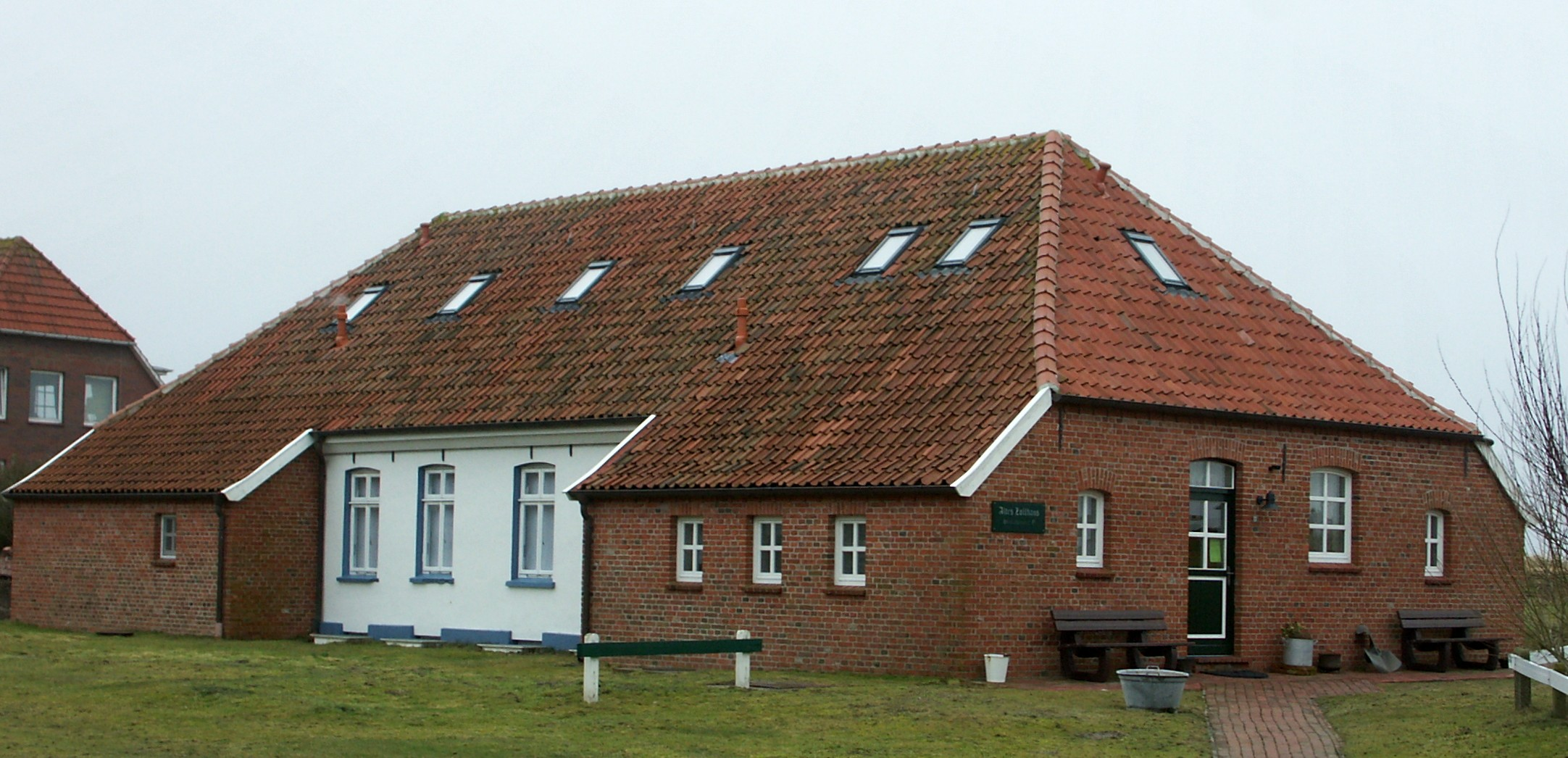
Heimatmuseum im alten Zollhaus

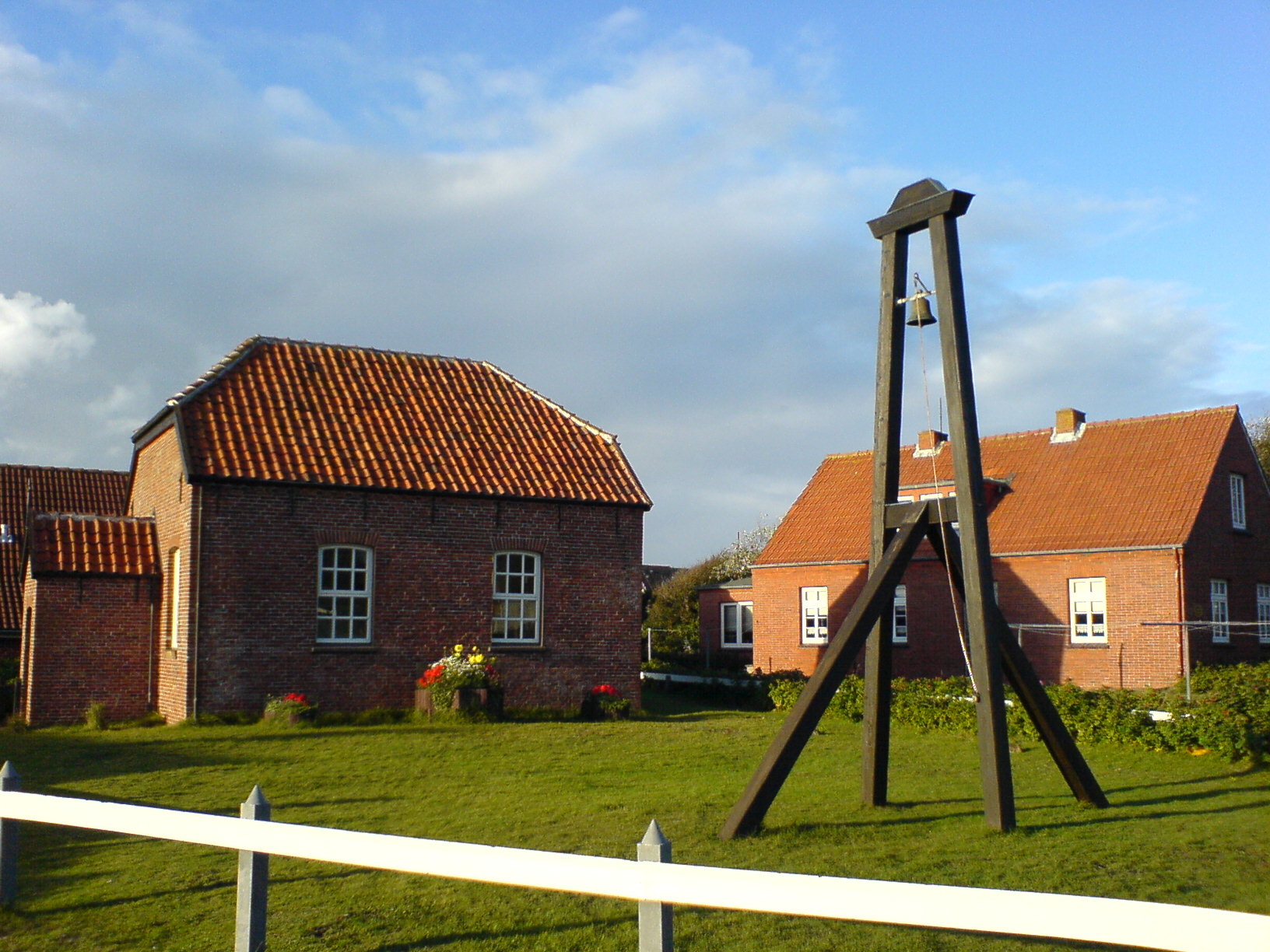
Alte Inselkirche mit Inselglocke

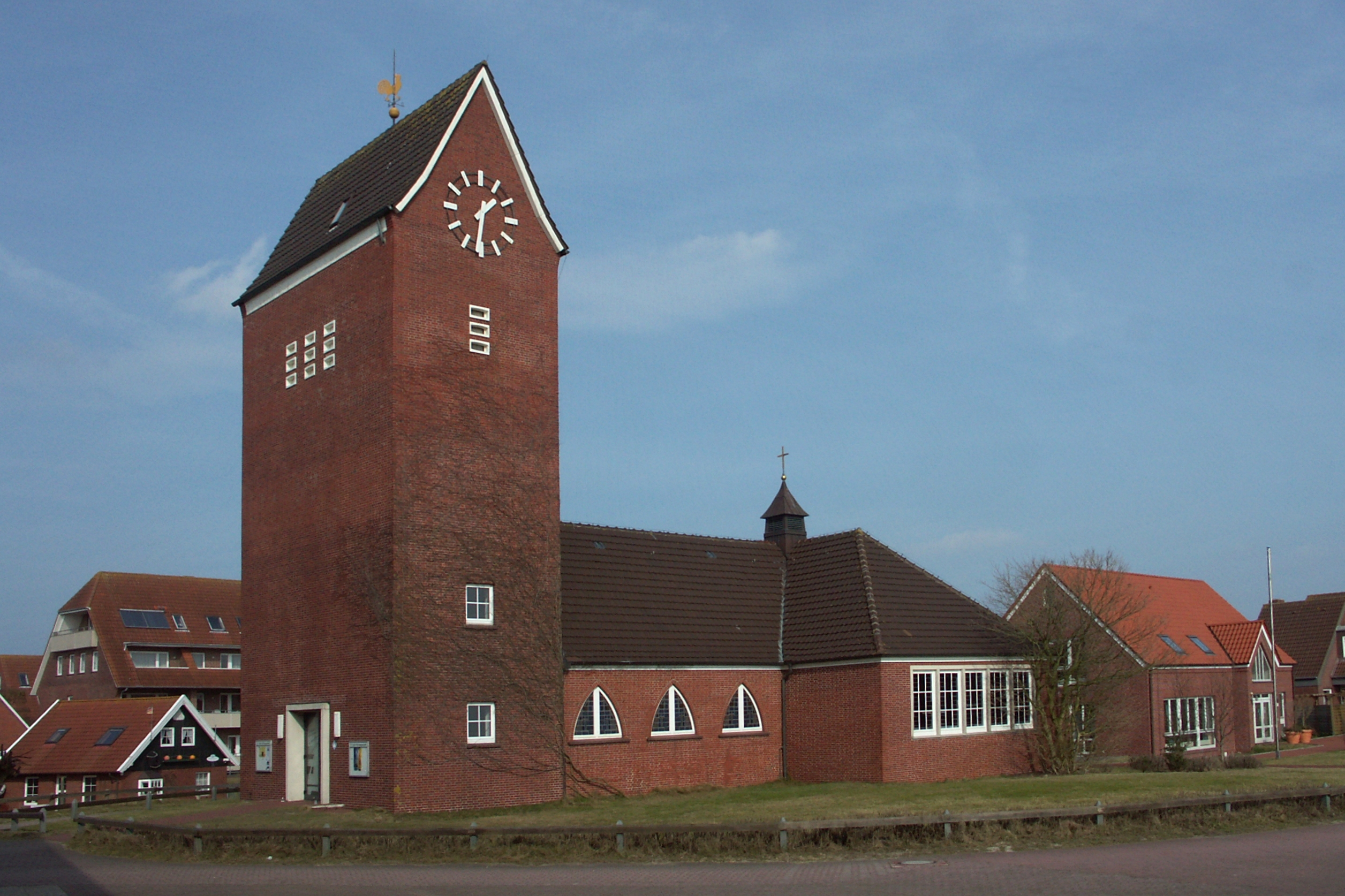
Große evangelische Inselkirche

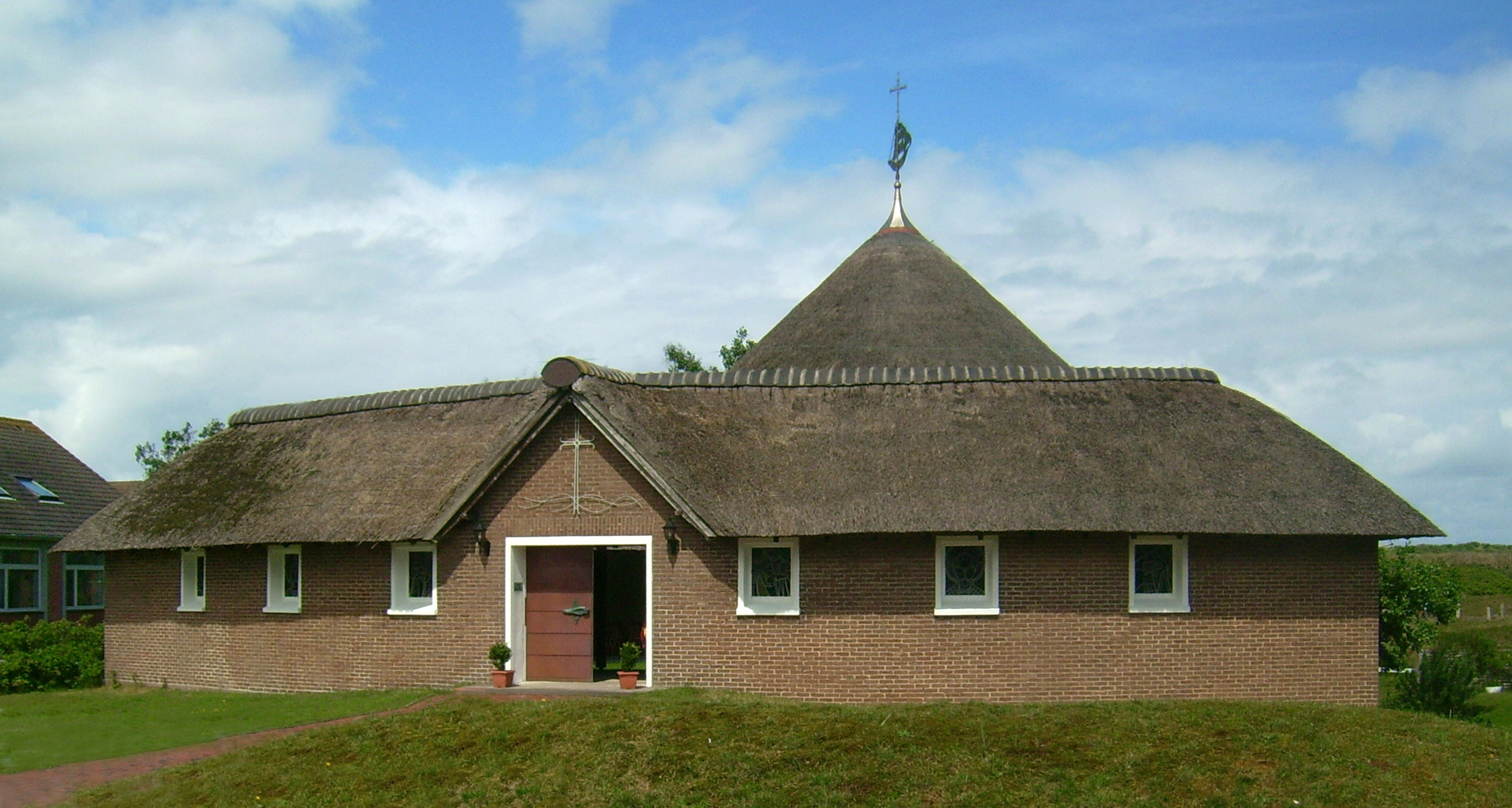
Kirche St. Nikolaus

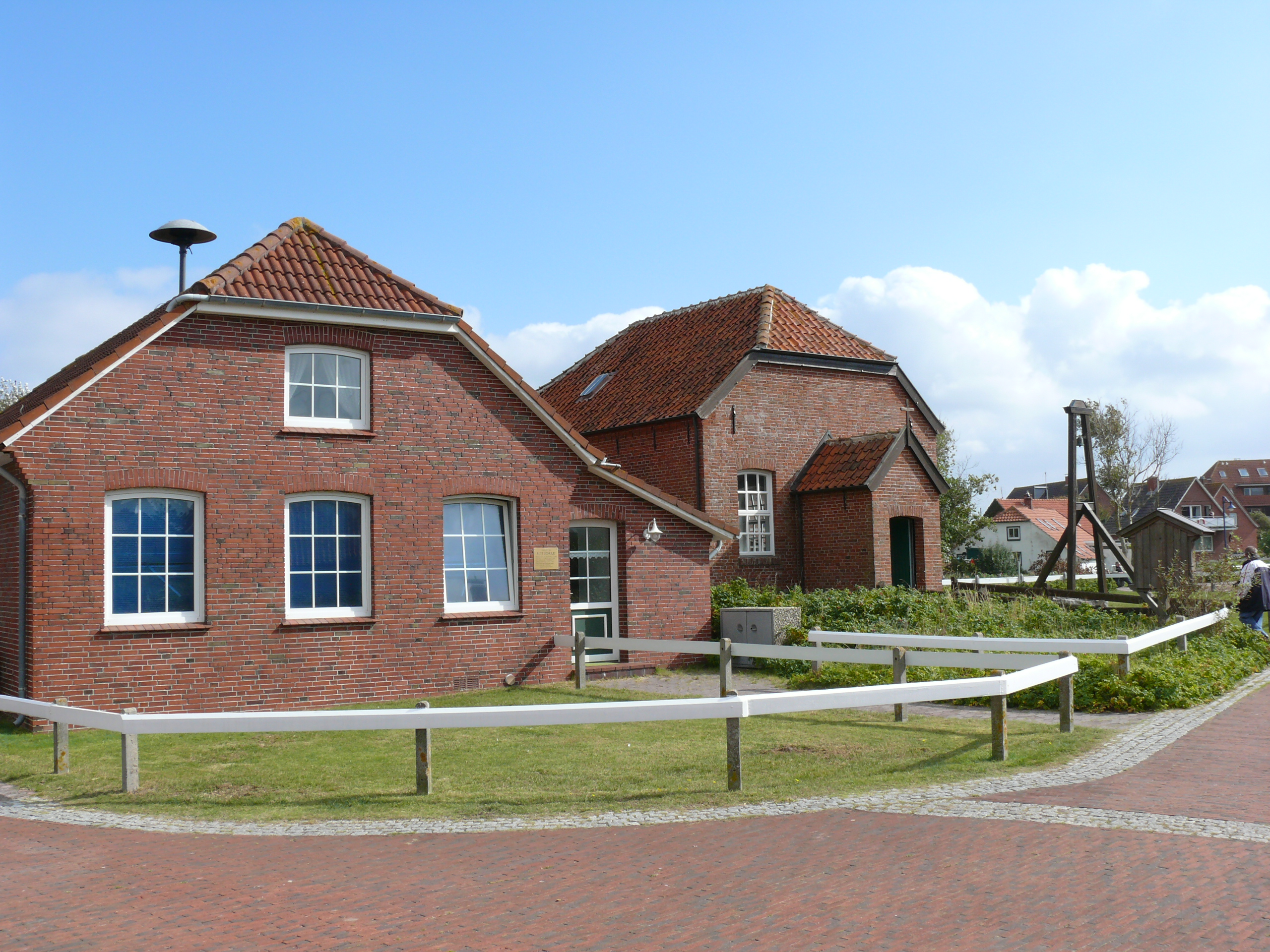
Alte Schule

Das Heimatmuseum im alten Zollhaus wurde am 24. Mai 2007 vom Heimatverein Baltrum e. V. im ehemaligen Wohnhaus der Zollbeamten der Insel eröffnet. Die Ausstellung im Untergeschoss des Bummerts zeigt in vier Räumen und zwei Galerien einen heimatkundlichen sowie einen naturkundlichen Teil. Das Museum wird jährlich von rund 5500 Urlaubern und Einheimischen besucht.
Das Nationalpark-Haus Baltrum wurde 1987 im ehemaligen Schuppen der Reederei Baltrum Linie eröffnet. Schwerpunkt der Ausstellung ist das Thema Gezeiten.

### Sehenswürdigkeiten
Die Alte Inselkirche ist das zweitälteste erhaltene Gotteshaus auf einer ostfriesischen Insel. Sie wurde 1826 als evangelisch-lutherische Kirche erbaut und bietet nur rund 50 Personen Platz. Als „Glockenturm“ besitzt die Alte Inselkirche neben dem Kirchengebäude ein einfaches Holzgerüst, in dem die Glocke eines vor der Insel gestrandeten holländischen Segelschiffs hängt. Die „Inselglocke“ ist Wahrzeichen der Insel und findet sich auch im Wappen der Insel wieder. Die Kirche wird heute, nach zwischenzeitlicher Nutzung als katholische Kirche und Leichenhalle, nur noch für Trauungen und Taufen sowie für kulturelle Veranstaltungen genutzt.
Die Große evangelisch-lutherische Inselkirche ist die Hauptkirche der evangelisch-lutherischen Gemeinde und bietet Platz für 300 Personen. Sie wurde in den Jahren 1929/1930 als Ersatz für die Alte Inselkirche erbaut, die nach dem Ersten Weltkrieg aufgrund der stetig steigenden Zahl von Inselgästen zu klein wurde. 1959 erhielt die Kirche ihre beiden Seitenschiffe, 1964/1965 wurde zudem der Kirchturm erhöht und die bisherige Einzelglocke um zwei weitere kleinere Glocken ergänzt.
Die Kirche St. Nikolaus ist die katholische Inselkirche Baltrums. Der Grundstein für die Kirche wurde am Nikolaustag 1956 gelegt, an Christi Himmelfahrt 1957 erfolgte die Einweihung. Die Kirche besteht aus einem geschlossenen Teil (Winterkirche) und einem Vorhof mit einem reetgedeckten Umgang (Sommerkirche). Die Winterkirche kann etwa 50 Gottesdienstbesucher aufnehmen. Die Sommerkirche wird nur in der Hauptsaison genutzt und ist für bis zu 300 Personen ausgelegt. Architekt der Kirche ist der Osnabrücker Heinrich Feldwisch-Drentrup. Die Glasfenster wurden von Margarete Franke geschaffen.
Das Historische Pfahlschutzwerk ist ein historischer Wellenbrecher und befindet sich an der Südwestflanke der Insel zwischen Westkopf und Hafen. Die rund 300 Meter lange Holzkonstruktion ist das Teilstück einer Küstenschutzanlage, die zwischen 1883 und 1889 den gesamten Westkopf der Insel umspannte und sicherte. Die Anlage besteht aus abgestützten Pfählen und Kanthölzern, die bei Sturmfluten als Wellenbrecher dienen. Anlagen dieser Art wurden auch auf den anderen ostfriesischen Inseln eingesetzt, jedoch hat sich dieses Bauprinzip nicht bewährt. Der Westkopf Baltrums wurde daher zwischen 1921 und 1928 durch eine massive Betonkonstruktion mit s-förmigem Querschnitt ersetzt. Nur im weniger gefährdeten Strandabschnitt zwischen Westkopf und Hafen blieb die ursprüngliche Holzkonstruktion erhalten. In den Jahren 1930/1931 wurde es grunderneuert und später als „schützenswertes Denkmal“ unter Denkmalschutz gestellt. Im Rahmen von umfangreichen Sanierungsarbeiten am Deckwerk des Westkopfs wurde das noch vorhandene Pfahlschutzwerk 2008 erneut instand gesetzt.
Der Baltrumer Gezeitenpfad ist ein rund sieben Kilometer langer Lehrpfad, der 2006 anlässlich des 20-jährigen Bestehens des Nationalparks Niedersächsisches Wattenmeer eröffnet wurde. Der Pfad beginnt bei den Wattflächen am Hafen, führt über die Küstenschutzanlagen am Westkopf der Insel, quert den Strand und die Insel, führt über die Dünen durch Dünentäler, kommt an den Hellerwiesen zurück nach Westen und endet im Nationalpark-Haus Baltrum. Die Informationstafeln der 22 Stationen entlang des Pfades geben Einblicke in die Gezeiten, die Inselgeschichte, den Küsten- und Naturschutz sowie die Entwicklung des Tourismus auf Baltrum. Fünf Stationen laden als interaktive Stationen zum Experimentieren ein.

### Grünanlagen
Der Rosengarten ist eine kleine Grünanlage auf der Insel Baltrum. Sie liegt in einem kleinen Kiefernwäldchen zwischen dem West- und Ostdorf. Der Rosengarten wird von einer ehrenamtlich tätigen Gemeinschaft, der sogenannten Baltrumer Rosengartengemeinschaft gepflegt und weiterentwickelt und gilt als der kleinste Kurpark Deutschlands.

### Vereine
Der Kultur- und Sportverein KSV Baltrum e. V. ist mit über 420 Mitgliedern in rund 20 Sparten der größte Verein der Insel. Rund 80 % der Inselbevölkerung sind Vereinsmitglieder. Gegründet wurde der Verein im November 1965 von 44 Mitgliedern. Als Sparten wurden damals Laienspiel, Gymnastik, Tischtennis und Cobigolf eingerichtet, im folgenden Jahr kamen noch Fechten und Schwimmen hinzu. Fußball, Boßeln, aber auch Nordic Walking, Bauchtanz und Body-Styling sind heute weitere Vereinssparten. Die Theatergruppe des KSV ist mit rund 45 Mitspielern die größte Sparte im Verein und sorgt während der Touristensaison mit jeweils drei Stücken im wöchentlichen Wechsel für Unterhaltung auf der Insel. Gespielt wird in der Regel in der Turnhalle der Insel.
Im März 1989 wurde der Heimatverein Baltrum e. V. gegründet. Ziel des Vereins ist der Erhalt des kulturellen Erbes der Insel. Der Verein erwarb 1998 das Doppelhaus „Baltrumer Haus Nr. 18“ von 1855 und baute es zum Museum „Altes Zollhaus“ um. Der Museumsname verweist auf den ursprünglichen Zweck des Gebäudes, das von der Zollbehörde für ihre beiden auf Baltrum tätigen Zollbeamten mit ihren Familien gebaut wurde. Seit Mai 2007 werden hier vorwiegend Ausstellungsstücke zur Heimatgeschichte sowie zur Naturgeschichte gezeigt. Im Obergeschoss des Museums befindet sich der 2008 fertiggestellte Versammlungssaal des Vereins. 2009 hatte der Heimatverein rund 160 Mitglieder.
Der Baltrumer Boots-Club e. V. von 1967 hat rund 100 Mitglieder und betreibt den kleinen Baltrumer Sportboothafen, in dem zirka 50 Sport- und Segelboote Platz finden. Der Sportboothafen ist tideabhängig und kann nur bei Flut angelaufen werden.
Der im Jahr 2014 gegründete Verein Baltrum Aktiv setzt sich für Förderungsprojekte zugunsten der Jugend und anderer Inseleinrichtungen ein. Er realisierte den lebendigen Adventskalender.

### Regelmäßige Veranstaltungen
In der Sommersaison wird unter Anleitung einzelner Stammurlauber, für mehrere Wochen, ein tägliches Strandturnen und Strandsingen organisiert. Von Anneliese Grosjohann im Jahr 1946 eingeführt, führten Heide Siegmann und Christiane Wolff diese Baltrumer Strandtradition weiter.
Weitere Veranstaltungen:
- Mai: „Inselwitz“ – Cartoons am Strand! Deutschlands Cartoonisten zeichnen und stellen aus auf der Insel Baltrum (seit 2010)
- Mai/Juni im Zweijahresrhythmus: Niedersächsische Amateurtheatertage (seit 2015)[47]
- Juni: „Meer Homöopathie Seminar“ – Fortbildungsseminar (seit 2009)
- Juli: Baltrumer Gäste-Tennisturnier (seit 1957)
- Juli: „Dornröschen rockt“ – Zweitägiges Rockfestival mit mehreren Bands (2005 bis 2011, eingestellt)
- September: Bridge-Turnier um den Nordsee-Cup (seit 1994)
- September: Aloha Kite Cup (2008 bis 2012, eingestellt)

## Wirtschaft und Infrastruktur

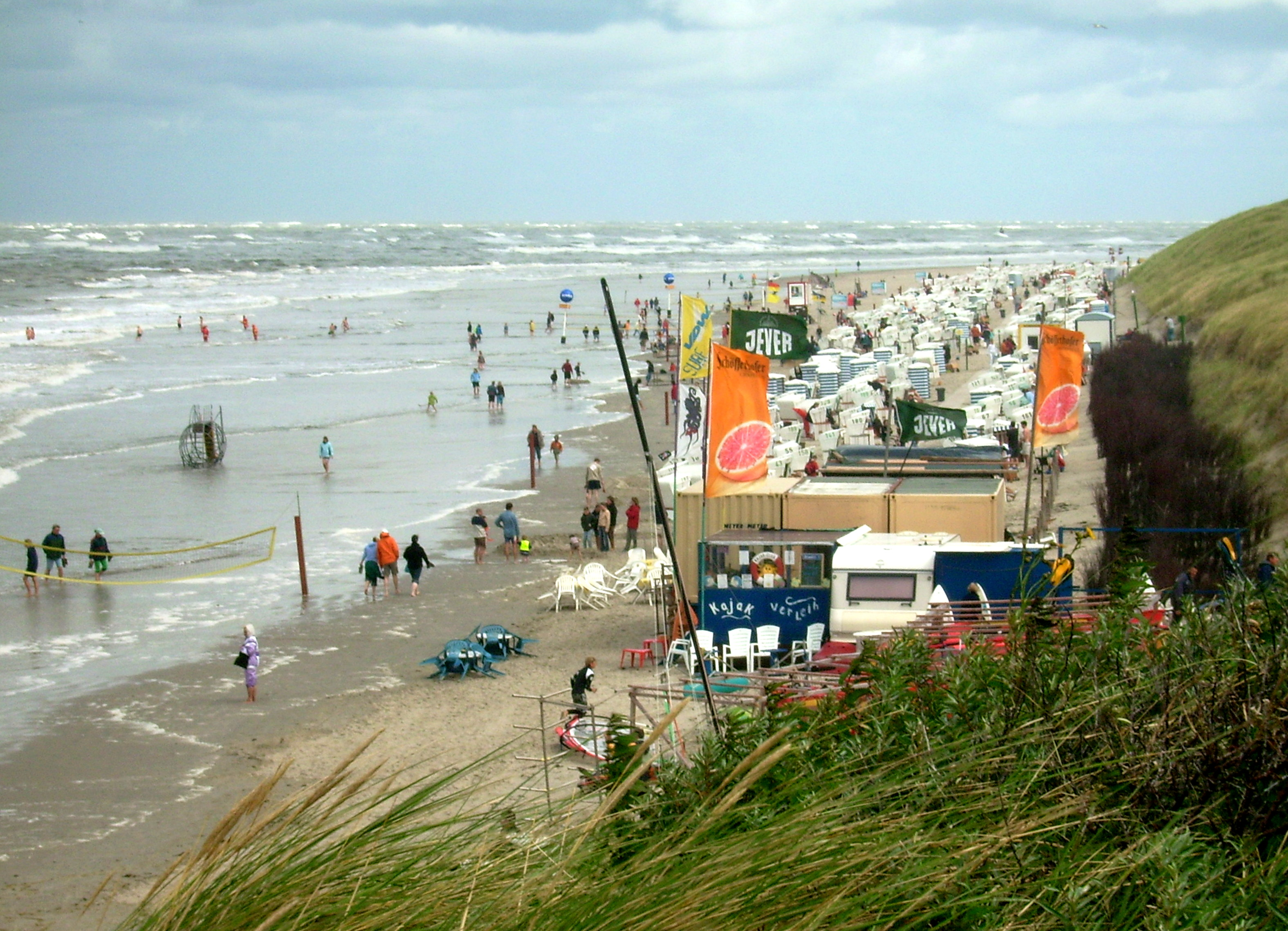
Strand auf Baltrum

### Tourismus
Im Jahr 1876 wurde Baltrum „Seebad“, doch die touristische Entwicklung ging nur langsam voran. Seit 1966 ist Baltrum staatlich anerkanntes Nordseeheilbad. 1892 wurde das Hotel Küper, 1895 das Hotel zur Post eröffnet. Vor dem Zweiten Weltkrieg kamen pro Saison 5000 bis 6000 Besucher, 1960 fast 17.000, und seit den 1970er Jahren sind es pro Saison über 30.000 Gäste. Neben den etwa 500 Einwohnern sind in der Saison ständig rund 3000 Gäste auf der Insel, womit die Aufnahmekapazität erschöpft ist. Im Vergleich zu anderen Inseln wurde der Tourismus auf Baltrum erst relativ spät gefördert.
Im Westdorf befindet sich das Kur- und Heilmittelzentrum mit dem „SindBad“, einem 1999 umgebauten modernen Kur- und Wellness-Center. Es beherbergt neben einer Sauna- und Badelandschaft auch die Kureinrichtungen für die von der Kurverwaltung angebotenen Kuranwendungen, ein Meerwasser-Therapiebecken und einen Wellness-Bereich mit einer Praxis für Physiotherapie.
Der Niedersächsische Turner-Bund betreibt seit 1967 die „Jugendbildungsstätte Baltrum“ (JuBi) im Osten der Insel. Der Einrichtung steht im Winter und in den Übergangsjahreszeiten ein Haus mit 25 Betten zur Verfügung. Im Sommer erweitert ein Zeltplatz das Angebot auf rund 100 Plätze. Die Jugendbildungsstätte ist das ganze Jahr über geöffnet und steht auch Schulen, Studenten und Vereinsgruppen zur Verfügung. Jährlich werden rund 14.000 Übernachtungen gezählt. Die Jugendbildungsstätte feierte 2007 ihr 40-jähriges Bestehen und erhielt Besuch vom damaligen niedersächsischen Ministerpräsidenten Christian Wulff. Anderswo ist das Zelten und Camping auf Baltrum nicht erlaubt.
Baltrum wirbt bereits seit den 1920er Jahren mit dem Werbeslogan „Baltrum – Dornröschen der Nordsee“. In leichter Abwandlung „Baltrum – Mein Dornröschen der Nordsee“ wird der Slogan heute noch genutzt. Zugeschrieben wird der Werbespruch dem ehemaligen Badedirektor und Bürgermeister der Insel Wilhelm Vogel (1882–1966), der 1927 die Leitung der Badeverwaltung übernahm und danach entscheidenden Anteil am Aufbau des Fremdenverkehrs hatte.
Baltrum ist zur touristischen Vermarktung der Insel der Marketingorganisation Die Nordsee GmbH in Schortens beigetreten. Die Organisation vertritt die sieben Ostfriesischen Inseln sowie 15 niedersächsische Küstenorte. Sie ist verantwortlich für die gemeinsame Pressearbeit, das Marketing, die Durchführung von Messen und Veranstaltungen, die Erstellung von Printmedien sowie die Klassifizierung von privaten Ferienunterkünften.

### Verkehr

#### Inselverkehr

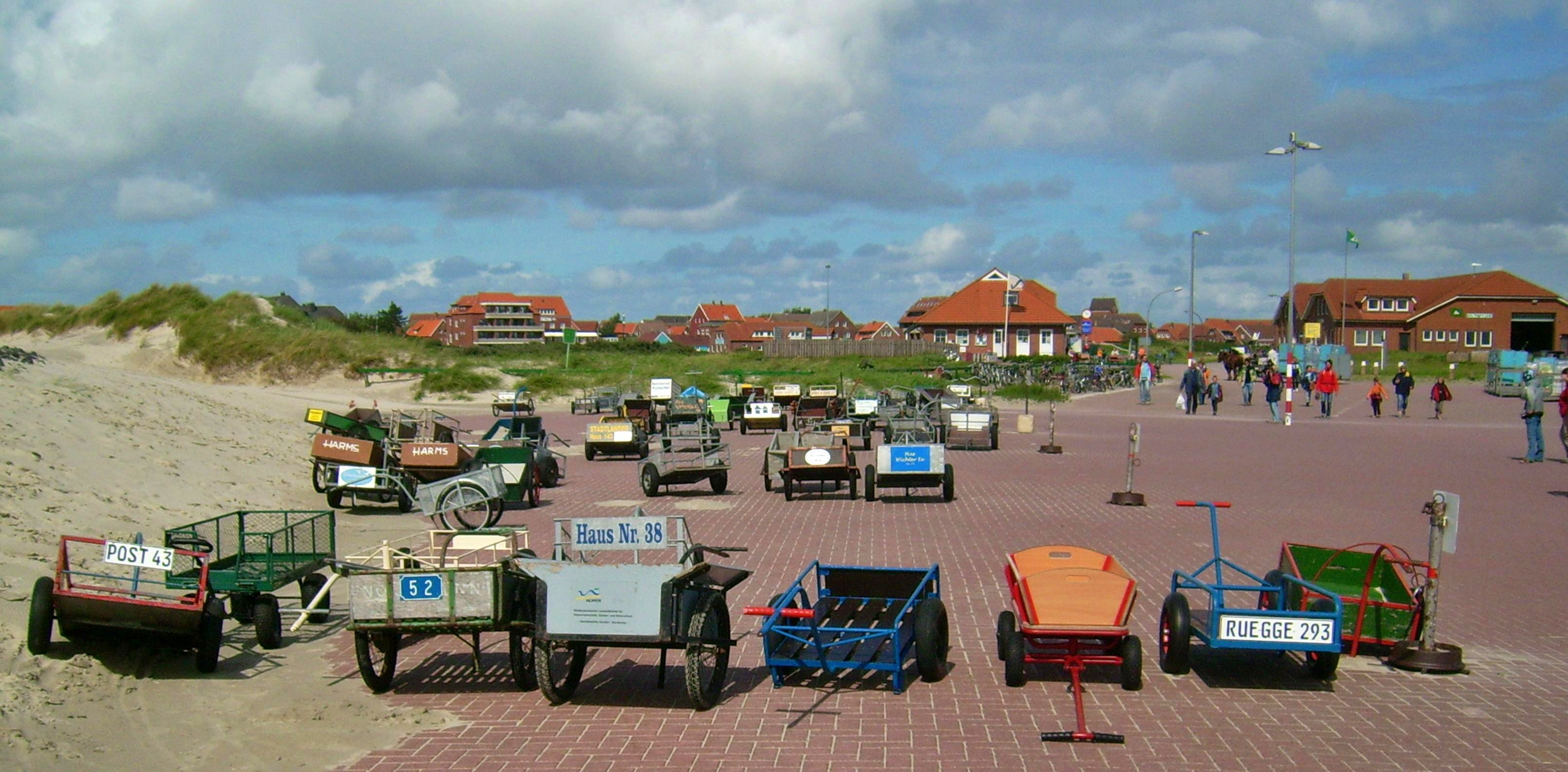
Autofreies Baltrum

Da inselweit ein Verkehrsverbot für Kraftfahrzeuge durch Zeichen 250 StVO mit Zusatzzeichen „Pferdefuhrwerke und Fahrräder frei“ gilt, ist Baltrum eine weitgehend autofreie Insel. Ausnahmen sind die Fahrzeuge der Freiwilligen Feuerwehr, ein Krankentransportwagen und gegebenenfalls Radlader oder selbstfahrende Arbeitsmaschinen, die zum Zwecke des Küstenschutzes benötigt werden.
Auf Baltrum gibt es keine offiziellen Straßennamen, sondern lediglich Hausnummern. Im Jahr 2020 waren es knapp über 320. Die Nummern werden im Grundsatz entsprechend dem Zeitpunkt des Hausbaus aufsteigend zugewiesen. Auf diese Weise erlaubt die Hausnummer einen groben Einblick in die bauliche Historie. Jedoch ist die Hausnummer nicht an das Gebäude, sondern an den Bauplatz gebunden. Daher kann ein Neubau eine sehr niedrige Nummer führen, wenn er als Ersatz für ein älteres, abgebrochenes Haus errichtet wurde.
Auf Baltrum existiert erst seit 2022 ein Fahrradverleih; die Touristen werden gebeten, keine Fahrräder mit auf die Insel zu bringen. Den „ÖPNV“ übernehmen die ansässigen Kutschfahrer mit ihren Taxikutschen. Geschäfte und Restaurants werden mit Pferd und Wagen beliefert. Touristen transportieren ihr Gepäck mit einer „Wippe“ (Handwagen) oder einem Bollerwagen der Gastgeber, oder lassen sich und ihr Gepäck mit der Pferdekutsche transportieren. Als Folge des Ausschlusses von motorisiertem Individualverkehr kann auf die sonst übliche Unterscheidung der Flächen für fließenden und ruhenden Verkehr weitgehend verzichtet werden.
Zu Fuß kann Baltrum bei Niedrigwasser vom Hafen Neßmersiel aus per geführter Wanderung in rund zweieinhalb Stunden durch das Watt zum Hafen Baltrum erreicht werden.

#### Schiffsverkehr
Baltrum wird gezeitenabhängig von Fährschiffen der 1928 gegründeten Reederei Baltrum-Linie von Neßmersiel aus angesteuert. Die Fahrzeit beträgt etwa 30 Minuten. Je nach Jahres- und Reisezeit gibt es täglich ein bis maximal vier Abfahrten je Richtung. Das Gepäck der Urlauber wird vor der Abfahrt in Container verladen und dann mit derselben Fähre befördert. Höhepunkt der Überfahrt sind die Seehundbänke vor der Insel Norderney, an denen das Schiff vorbeifährt. Die Reederei betreibt eine eigene Busanbindung zum Bahnhof Norden. Nachdem der Frachtverkehr mit dem Versorgungsschiff Baltrum II früher über den Hafen Norddeich abgewickelt wurde, geschieht dies seit 2006 über den im Juni 1970 eingeweihten Hafen Neßmersiel, der von April bis August 2008 dafür um einen 35 Meter langen Frachtkai erweitert wurde.

#### Flugverkehr

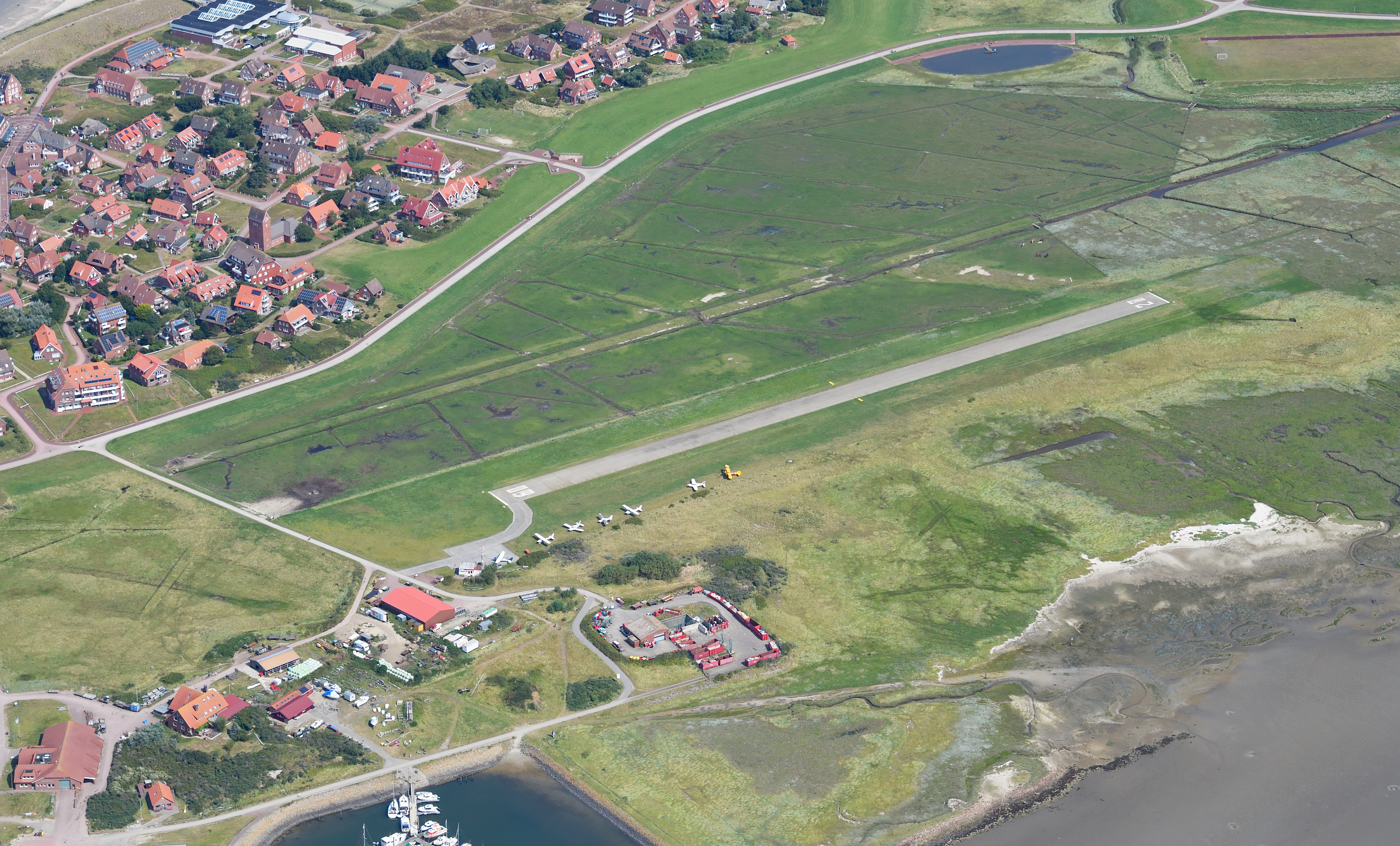
Flugplatz Baltrum

Über den Flugplatz Baltrum ist die Insel für kleine Maschinen auch auf dem Luftweg zu erreichen.

#### Schienenverkehr
Baltrum besaß von 1949 bis 1985 eine kleine Inselbahn (Spurweite 600 Millimeter) mit einem kleinen Streckennetz. Sie diente ausschließlich der Güterbeförderung.

### Rettungsstation der DGzRS
Die 1972 erneut eingerichtete Station der Deutschen Gesellschaft zur Rettung Schiffbrüchiger (DGzRS) befindet sich im Inselhafen am Südwestende der Insel. Vor dem Gebäude liegt für die Seenotrettung an einem Anleger ein Seenotrettungsboot, das die Freiwilligen der Insel kurzfristig besetzen können.

### Medien
Baltrum liegt im Einzugsbereich zweier Tageszeitungen, Ostfriesischer Kurier und Ostfriesen-Zeitung. Der Kurier ist seit dem 2. Juli 1867 die Heimatzeitung für die Stadt Norden und das Norderland einschließlich der Nordseeinseln Norderney, Juist und Baltrum. Er hat dort nach eigenen Angaben einen Marktanteil von 90 Prozent. Zusätzlich erhalten die Insulaner die Wochenzeitung „Echo“ aus demselben Verlag. Darüber hinaus liegt Baltrum im Verbreitungsgebiet der einzigen regionsweit erscheinenden Tageszeitung Ostfrieslands, der Ostfriesen-Zeitung aus Leer. Aufgrund der tidenabhängigen Fährpläne werden die Festlandszeitungen täglich per Flugzeug auf die Insel geliefert.
Die Baltrumer Zeitschrift „Die Inselglocke“ erschien seit den 1910er Jahren sechsmal jährlich während der Hauptsaison. Zusätzlich wurde im Dezember eine Weihnachtsausgabe herausgegeben. „Die Inselglocke“ erschien letztmalig im Dezember 2022. Herausgeber der 16 Seiten starken Zeitschrift war der Heimatverein Baltrum e. V. Die Auflage betrug 1000 Stück. An die Stelle der „Inselglocke“ trat das Inselmagazin „BaltrumTied“, das seit Dezember 2023 jährlich zum Jahresende erscheint.
Aus der Gemeinde berichtet zudem (wenn auch nicht regelmäßig) der Bürgerrundfunksender Radio Ostfriesland.

### Bildung
Die einzige Schule auf Baltrum ist die „Inselschule Baltrum“ im Westdorf „Haus-Nr. 109“. Die Schule ist Grund-, Haupt- und Realschule gleichzeitig. 2011 wurden rund 50 Schüler von sechs Lehrkräften unterrichtet. Wegen der geringen Schülerzahlen werden die Schüler jeweils in Doppelklassen zusammengelegt und gemeinsam unterrichtet. Schüler der Insel, die das Abitur machen möchten, besuchen das Niedersächsische Internatsgymnasium in Esens. Die Schüler des Internats kommen zu über 90 Prozent von den Ostfriesischen Inseln.

## Persönlichkeiten

### Söhne und Töchter
- Tjark Evers (1845–1866), Seemann

### Mit der Insel verbunden
Folgende Personen sind nicht auf Baltrum geboren, haben jedoch vor Ort gewirkt:
- Wilhelm Vogel (* 24. Januar 1882 in Eilshausen; † März 1966), Lehrer, Badedirektor und Bürgermeister von Baltrum